# Hellnar
Hellnar – wieś położona w zachodniej części Islandii na półwyspie Snæfellsnes u podnóża lodowca Snæfellsjökull.
Hellnar jest dawną osadą rybacką, która jest skupiskiem starych domów i budynków. Jest położona w pobliżu Arnarstapi – najdalej na zachód wysuniętej części półwyspu Snæfellsnes.
Kiedyś wioska była ważnym przystankiem dla statków rybackich oraz największym i najbardziej ruchliwym portem dla statków rybackich na półwyspie Snæfellsnes. Najstarsza wzmianka o miejscowości pochodzi z 1560 roku, która określa Hellnar jako ważny port rybacki. Obecnie wiele domów jest opuszczonych.
Na plaży utworzyły się spektakularne formacje skalne, z których można wyróżnić urwisko nazywane Baðstofa. Jest to jaskinia w klifie znana z kolorowych zmian oświetlenia, które zmieniają się w zależności od naturalnego światła i ruchów morza.